# Thraulodes sternimaculatus
Thraulodes sternimaculatus is een haft uit de familie Leptophlebiidae. De wetenschappelijke naam van de soort is voor het eerst geldig gepubliceerd in 2013 door Lima, Mariano en Pinheiro. De soort komt voor in Brazilië.